# Гаспарри, Энрико
Энри́ко Гаспа́рри (итал. Enrico Gasparri; 25 июля 1871, Уссита, королевство Италия — 20 мая 1946, Рим, Италия) — итальянский куриальный кардинал, ватиканский дипломат и доктор обоих прав. Титулярный архиепископ Себасте с 9 декабря 1915 по 14 декабря 1925. Апостольский делегат в Колумбии с 14 ноября 1915 по 8 мая 1916. Апостольский интернунций в Колумбии с 8 мая 1916 по 20 июля 1917. Апостольский нунций в Колумбии с 20 июля 1917 по 1 сентября 1920. Апостольский нунций в Бразилии с 1 сентября 1920 по 14 декабря 1925. Префект Верховного Трибунала Апостольской Сигнатуры с 18 мая 1933 по 20 мая 1946. Вице-декан Священной Коллегии Кардиналов с 26 февраля 1942 по 20 мая 1946. Кардинал-священник с 14 декабря 1925, с титулом церкви Сан-Бартоломео-аль-Изола с 17 декабря 1925 по 16 октября 1933. Кардинал-епископ Веллетри с 16 октября 1933.